# Кирстед, Мэтт
Мэтт Кирстед (англ. Matt Kiersted; род. 14 апреля 1998, Элк-Ривер, Миннесота) — американский профессиональный хоккеист, защитник клуба национальной хоккейной лиги «Флорида Пантерс» (с 2020 года).

## Биография
Кирстед родился 14 апреля 1998 года в Элк-Ривер, штат Миннесота, в семье Боба Кирстеда и Кэндис Хартвиг. Рос средним сыном между братьями Митчем и Дрю. Его отец дружил с бывшим хоккеистом Марком Пэрришем, который убедил родителей отдать детей в секцию по хоккею с шайбой. В 2016 году Кирстед окончил среднюю школу Элк-Ривер.

## Клубная карьера
Во время учебы в средней школе Элк-Ривер Кирстед стал играть в студенческой лиги по хоккею с шайбой за команду «Файтинг Хокс» из Северной Дакоты. Будучи юниором, он покинул Элк-Ривер, чтобы играть за «Чикаго Стил» из хоккейной лиги Соединенных Штатов (USHL).
В апреле 2021 года Кирстед, как свободный агент, подписал двухлетний контракт с «Флоридой Пантерз». Двумя днями позже он дебютировал в НХЛ, когда «Пантерз» одержали победу со счетом 5:2 над «Коламбус Блю Джекетс».

## Достижения

### Командные
| Год  | Команда         | Достижение              | Достижение |
| ---- | --------------- | ----------------------- | ---------- |
| 2024 | Флорида Пантерз | Обладатель Кубка Стэнли |            |